# イェスパー・ドロスト
イェスパー・ドロスト（Jesper Drost、1993年1月11日 - ）は、オランダ・ナンスピート出身のサッカー選手。PECズヴォレ所属。ポジションはMF。

## 経歴
ドロストは地元のサッカークラブVVナンスピートでキャリアをスタートさせ、2003年にPECズヴォレの下部組織に加入した。2011年1月21日、AGOVVアペルドールンとのリーグ戦にてトップチームデビューを果たし、2012年1月27日にはFCドルトレヒト戦でプロ初ゴールを記録した。この2011-12シーズン、ドロストはクラブのエールディヴィジ昇格に貢献し、1部昇格後もレギュラーとして活躍を続け、2013-14シーズンにはアヤックスとの決勝を5-1と制し、KNVBカップ制覇を成し遂げた。
2015年7月30日、FCフローニンゲンと4年契約を交わした。
2018年8月30日、フリーでヘラクレス・アルメロに加入した。
2020年7月3日、若手時代を過ごしたPECズヴォレに1年契約で復帰した。

## タイトル
PECズヴォレ
- エールステ・ディヴィジ : 1回 (2011-12)
- KNVBカップ : 1回 (2013-14)
- ヨハン・クライフ・スハール : 1回 (2014)